# فاکس‌ارث
فاکس‌ارث (به انگلیسی: Foxearth) یک روستا و محله مدنی در بریتانیا است که در Braintree واقع شده‌است. فاکس‌ارث ۲۹۶ نفر جمعیت دارد.